# Ordulf af Sachsen
Hertug Ordulf af Sachsen (1022 – 1072), også kaldet Otto, af huset Billung, var hertug af Sachsen fra 1059 til 1072. Han var søn af hertug Bernhard 2. af Sachsen og Eilika af Schweinfurt. 
Ordulf efterfulgte faren som hertug i 1059, og hans tid som regent blev præget af striden mod sorberne, en kamp han førte sammen med de kristne danskere.
Ordulf blev gift med Ulvhild af Norge, datter af Olav den Hellige, i 1042. Dette ægteskab styrkede alliancen med skandinaverne. Med hende fik han sønnen Magnus, der efterfulgte ham som hertug. Magnus havde mange efterkommere, bl.a. i fyrstehuset Oldenburg, og gennem Magnus af Sachsen kan det nuværende norske kongehus føre sine aner tilbage til sagatidens norske konger.
Ordulf blev gift for anden gang med Gertrud af Haldesleben (død 1116), datter af grev Konrad og enke efter grev Fredrik af Formbach i 1071. Med hende fik han sønnen Bernhard, som døde efter et fald fra sin hest.